# Bupropion
Le bupropion (parfois appelé bupropione), commercialisé sous les marques Zyban, Wellbutrin, Voxra, Budeprion et Aplenzin par le laboratoire GlaxoSmithKline, est un psychotrope psychorégulateur prescrit en tant qu'aide au sevrage tabagique et antidépresseur. Accompagné d'un soutien et d'un suivi psychologique, il a obtenu en France une autorisation de mise sur le marché (AMM) en tant qu'aide au sevrage tabagique en août 2001.
La dénomination commune internationale (DCI) « bupropione » est apparue en l'an 2000 en remplacement de sa dénomination originelle « amfébutamone », la molécule étant similaire à l'amphépramone (diéthylpropion), dans la classe des amphétamines.
Initialement découvert et vendu comme antidépresseur, le bupropion a par la suite montré une certaine efficacité dans le sevrage tabagique. Avec plus de 20 millions de prescriptions en 2007, il a été le 4e antidépresseur le plus vendu aux États-Unis après la sertraline, l'escitalopram et la fluoxétine.
Le bupropione abaisse le seuil épileptogène. Cependant, aux doses recommandées, le risque de crises épileptiques est comparable à ceux des autres antidépresseurs. Le bupropione est un antidépresseur efficace lui-même mais aussi particulièrement utilisé comme médicament associé dans les cas de réponses incomplètes aux premières lignes des antidépresseurs inhibiteurs sélectifs de la recapture de la sérotonine (ISRS). Contrairement à beaucoup d'antidépresseurs, le bupropione n'entraîne pas de prise de poids ou de dysfonctions sexuelles. Dans la plupart des études, les groupes sous bupropione ont montré des augmentations statistiquement significatives de libido et des pertes de poids légères à modérées.
Le 2 juillet 2012, GlaxoSmithKline (GSK) a payé 3 milliards de dollars pour conclure le plus gros accord pour fraude de l'histoire de l'industrie pharmaceutique. Cela concernait entre autres le Wellbutrin (bupropione).

## Utilisé dans l'aide au sevrage du tabagisme
Une importante étude publiée en 2006 a comparé versus placebo les résultats de deux molécules, la varénicline (Champix) et le bupropione (Zyban) pour l'aide au sevrage tabagique. À 12 mois, le taux d'abstinence était de 10 % pour le placebo, 15 % pour le bupropione et 23 % pour la varénicline.
Des sources médicales ont, depuis, indiqué que le recours à la bupropione, seule ou en association avec un substitut nicotinique, n'est pas recommandé dans le cadre du sevrage tabagique compte tenu de sa balance bénéfice-risque défavorable.

## Mécanisme
Son nom chimique est β-keto-3-chloro-N-tert-butylamphetamine. C'est une cathinone substituée. Elle a donc un effet légèrement psychostimulant. Son mécanisme d'action est lié à l'inhibition de la recapture de la noradrénaline et de la dopamine. Elle se lie spécifiquement aux transporteurs de la dopamine, mais son effet comportemental a souvent été attribué à l'inhibition de la recapture de la noradrénaline. Il agit aussi comme antagoniste aux récepteurs nicotiniques de l'acétylcholine. Le bupropione appartient à la classe chimique des aminocétones et elle a une ressemblance avec les amphétamines et les phénéthylamines en général.

## Indication
Le bupropione est utilisé pour traiter les personnes dépendantes à la nicotine, absorbée lors de la consommation de tabac. Son action dopaminergique semble jouer un rôle sur le circuit de la récompense, sollicité à chaque bouffée de tabac chez le fumeur, ce qui permettrait au patient de se passer de consommer de la nicotine. L'action sur les circuits sérotoninergique et noradrénergique ajoute à cette molécule un effet antidépresseur, très utile lors d'un sevrage. Il est indiqué pour les troubles dépressifs en plus du sevrage tabagique aux États-Unis et dans de nombreux pays européens et en France.

## Informations pratiques
Il est délivré uniquement sur ordonnance.
Le bupropion n'est pas remboursé en France par la sécurité sociale. Une boite de 60 comprimés est vendue aux alentours de 100 euros.

## Mode d'action
Le bupropione est un inhibiteur sélectif de la recapture neuronale des catécholamines ce qui fait de lui un psychotrope de type antidépresseur.
Le mode d'action semble être basé sur les taux de dopamine et de noradrénaline.

## Effets secondaires
Troubles neuropsychiques (dont agressivité, dépression, syndrome sérotoninergique, idées suicidaires), des réactions allergiques parfois graves (dont des angiœdèmes et des syndromes de Stevens-Johnson), des dépendances ; et des malformations cardiaques congénitales en cas d'exposition in utero. Acouphenes Reddit

## Contre-indications et précautions d'emploi
Le bupropione est contre-indiqué en cas d'allergie à l'un de ses constituants, de troubles convulsifs anciens ou présents, de tumeur du système nerveux central, de boulimie ou d'anorexie mentale, de certains troubles psychiatriques et d'insuffisance hépatique grave.
Il est aussi contre-indiqué en cas de sevrage alcoolique ou de sevrage aux benzodiazépines, ainsi qu'aux personnes dépendantes aux stimulants du SNC et/ou aux opiacés[réf. souhaitée].
Il est déconseillé en cas de grossesse ou d'allaitement. Il expose les enfants à naître à des malformations cardiaques congénitales,.

## Interactions médicamenteuses
Le bupropione peut interagir avec de nombreux médicaments. 
Il est contre-indiqué en cas de traitement aux inhibiteurs de la monoamine oxydase (IMAO).
Il existe aussi des mises en garde liées à l'utilisation du bupropione en même temps que des traitements qui abaissent le seuil de convulsion comme certains stéroïdes, des antiasthéniques, des analeptiques, des antipaludéens, la théophylline ou le tramadol.

## Études sur les dysfonctions sexuelles, hors AMM (off-label)
Le bupropione serait un des rares antidépresseurs ne causant pas de dysfonctions sexuelles. Consécutivement à une étude menée par plusieurs psychiatres, ce serait le traitement de première intention pour tenter de contrer les troubles sexuels induits par les antidépresseurs de la classe ISRS tels la paroxétine, la sertraline. Cependant, cette utilisation n’est pas approuvée par la Food and Drug Administration (FDA). 36% des psychiatres interrogés préféreraient remplacer par du bupropione leur prescription initiale chez leurs patients ayant des troubles sexuels induits par un ISRS et 43 % seraient en faveur de l’ajout de bupropione à la prescription de départ. Des études démontrent l’efficacité des deux approches : l’amélioration tant du désir que de l'orgasme étant les deux points les plus souvent relevés. Dans le cas de la seconde approche, l’ajout d'au moins 200 mg/jour de bupropione à l'ISRS peut être nécessaire pour constater une amélioration car l’ajout de seulement 150 mg/jour ne donnerait pas de différence significative par rapport à un placebo,,,,,.
Plusieurs études ont aussi montré que le bupropione diminuerait également les dysfonctions sexuelles chez les personnes n’étant pas atteintes de dépression. Une étude mixte en double aveugle a montré chez 63 % des sujets une amélioration (parfois importante) de leur état contre 3 % seulement avec le placebo. Deux études, dont une avec placebo, ont montré une certaine efficacité du bupropione chez les femmes souffrant de désir sexuel hypo-actif, ce qui aurait conduit à une amélioration significative de l’excitation, de l’orgasme et de la satisfaction post-coïtale. Le bupropione se montrerait également prometteur dans le cadre du traitement des dysfonctions sexuelles causées par la chimiothérapie utilisée dans le traitement des cancers du sein tout comme pour  l’anorgasmie,. Le bupropione n'affecterait pas la fonction sexuelle chez un homme en pleine santé.

## Études sur le TDAH
Plusieurs études ont été réalisées dans le cadre d'une évaluation de l’intérêt du bupropione dans le traitement du trouble du déficit de l'attention avec ou sans hyperactivité ,. Ces études préliminaires indiquent que son utilisation pourrait avoir un intérêt équivalent au méthylphénidate dans cette indication avec une tolérance comparable. Cependant, les données n'étant pas suffisantes pour confirmer l'hypothèse, il apparaît nécessaire de conduire des études complémentaires.

## Association bupropion/naltrexone
Le 10 septembre 2014, la Food and Drug Administration (FDA), puis, en décembre 2014, l'Agence européenne des médicaments, ont donné leur feu vert à la commercialisation de l'association bupropion/naltrexone (nom commercial : Contrave en Amérique du Nord, Mysimba en Europe, de l'entreprise pharmaceutique japonaise Takeda Pharmaceutical) dans le traitement de l’obésité. D'après la revue Prescrire, certains essais cliniques ont montré que la perte moyenne de poids sous bupropione + naltrexone est en moyenne limitée à quelques kilogrammes après un an de traitement, sans preuve d'un maintien dans le temps après l'arrêt, et sans efficacité démontrée vis-à-vis des complications de l'obésité. Or, les effets indésirables de cette association sont nombreux et parfois graves : convulsions, anxiétés, troubles du sommeil, symptômes psychotiques, hypertensions artérielles, troubles du rythme cardiaque, et des effets indésirables digestifs.